# Alcimus anax
Alcimus anax är en tvåvingeart som beskrevs av Speiser 1924. Alcimus anax ingår i släktet Alcimus och familjen rovflugor.
Artens utbredningsområde är Tanzania. Inga underarter finns listade i Catalogue of Life.